# Наррагансеттский язык
Наррагансеттский язык (Narragansett) — мёртвый индейский язык, относящийся к восточной ветви алгонкинской подсемьи алгской языковой семьи, на котором говорили представители народности наррагансетт (проживавшие на территории современных штатов Род-Айленд и Коннектикут в США). Был тесно связан с другими языками алгонкинской семьи в Новой Англии — массачусетским и мохеган-пекот. Вымер в XIX в.